# Demonstration
 For alternative betydninger, se Demonstration (flertydig). (Se også artikler, som begynder med Demonstration)
En demonstration er en offentlig fremstilling af en holdning der er delt af en gruppe. Gruppen kan være aktivister, en gruppe af borgere med fælles baggrund (f.eks. studerende, skolelærere eller registrerede revisorer) eller en gruppe borgere med en fælles holdning. Typisk beskæftiger demonstrationer sig med politiske, samfundsmæssige eller økonomiske forhold. Demonstrationer bliver især brugt til sympati- og antipatierklæringer til aktuelle hændelser (fx velfærdsprotesterne i 2006), men der findes også demonstrationer, der afholdes med bestemte intervaller (eksempelvis 1. maj-demonstrationer).
Demonstrationer regnes ofte som mere betydningsfulde, jo flere medvirkende, der er i demonstrationen. Ulempen ved store demonstrationer kan dog være, at demonstrationernes budskab bliver uklart ved de mange medvirkendes forskellige årsager til deltagelse i demonstrationen.
Nogle demonstrationer og protester kan udvikle sig (i al fald delvist) til oprørslignende optøjer, eller overgreb på eksempelvis biler, butikker eller politimænd. Forskellige landes politistyrker reagerer forskelligt på demonstrationer, men de fleste lande har ved lejligheder været ude for, at politiet har grebet ind overfor demonstrationer ved brug af ikke-dødelige våben som f.eks. peberspray, gummikugler eller elektrochokvåben. I visse lande er det dog sket, at dødelige våben er blevet anvendt mod demonstranter.
Det er blevet hævdet, at politistyrkerne i visse lande anvender provokatører for at opildne demonstranterne for derigennem at retfærdiggøre brugen af vold.

## Udvalgte demonstrationer i Danmark

### 18. maj-urolighederne
Efter folkeafstemningen om Edinburgh-aftalen den 18. maj 1993 udbrød der om aftenen uroligheder på Nørrebro i København. Under gadekampe mellem politiet og demonstranter, begyndte politiet for første gang i fredstid at skyde mod demonstranterne og i alt 113 pistolskud blev affyret, hvilket resulterede i at 11 demonstranter efterfølgende blev behandlet for skudsår. Begivenhederne er også blevet berømte for at en betjent 2 gange med få sekunders mellemrum beordrer: "Skyd efter benene".

### Masseanholdelser ved COP15
Den 12. december 2009 protesterede mellem 60.000 og 100.000 mennesker i København i forbindelse med FN's klimakonference 2009 (COP15). I den forbindelse igangsatte politiet en knibtangsmanøvre, der afskar en del af demonstrationen fra begge sider med betjente og køretøjer og 968 personer blev anholdt og placeret på asfalten i tre til fem timer, hvorefter de blev kørt til klimafængslet på Retortvej i Valby..
Efterfølgende blev politiet ved Københavns Byret dømt for at have handlet ulovligt, og de klagende demonstranter blev tildelt erstatning. Sagen blev anket til Østre Landsret, der stadfæstede byrettens dom. Landsretten fandt, at forholdene under frihedsberøvelsen var i strid med Den Europæiske Menneskerettighedskonventions forbud mod nedværdigende behandling.